# 日本の公的統計制度
日本の公的統計制度（にほんのこうてきとうけいせいど）は、日本の行政機関、地方公共団体、独立行政法人などが作成する公的統計を規定する制度。
2007年に改正された統計法を中心として運営されている。基本的には各機関がそれぞれの担当業務に応じて統計を作成する分散型の制度だが、中央統計局の役割を持つ総務省統計局と専門家による第三者委員会である統計委員会、それに統計制度担当の総務省政策統括官による政府内統計担当部局の統合・調整によって、公的統計の体系的な作成・運用を図る仕組みが強化されてきている。
2007年以前については「日本の公的統計制度の歴史」を参照。

## 概要
日本の公的統計を支える中央統計機構は、分散の度合いが国際的にみて非常に高い
。ただし、近代化の初期から政府内に存在した統計局とその前身組織は、日本の公的統計整備において中心的な役割を果たしてきた。1946年に内閣の行政委員会として設置された統計委員会（現在の統計委員会とは別のもの）と翌年の統計法成立以来、70年以上を経た現在の日本の公的統計は、分散型の特徴は維持しているものの、中心を占める総務省統計局と統計委員会の比重が大きくなってきている。また2008年の政府統計共同利用システムの整備にみられるように、統計業務の集約化を進めることで効率を高めることが意図されている。

## 中央統計機構

### 統計作成機関
統計法2条は、行政機関、地方公共団体、独立行政法人等が作成する統計を「公的統計」と呼んでいる。基幹統計（後述）を作成する機関だけでも、
- 内閣府
- 総務省
- 財務省
- 文部科学省
- 厚生労働省
- 農林水産省
- 経済産業省
- 国土交通省
- 国税庁
- 国立社会保障・人口問題研究所

の10個あり、これ以外の政府機関もさまざまなかたちで公的統計の作成にかかわる。これらの多数の機関の間での調整をどのように図るかが、統計機構運営の上での重要な論点である。

### 総務省政策統括官
総務省に「統計制度」を担当する政策統括官が置かれており、各機関の作成する統計についての横断的な調整をおこなっている(p29)。当初は「統計基準」担当と称していたが、2021年7月1日に「統計制度」担当となった(p237, 年表47)。統計行政に関する基本的な方針の企画立案、統計基準（日本産業分類など）の整備、他国の統計部局や国際機関などとの連携、産業連関表の作成なども担当である。

### 統計委員会
統計委員会は統計法44条に基づいて設立された。当初は内閣府に置かれたが、2015年の法改正で総務省に移動している。13名以内の学識経験者による合議制組織であり、公的統計に関する審議・調査・提言の権能を持つ。2018年の法改正で、委員を補佐する幹事が新たにおかれることになった。
統計法は4条で統計制度全体に関する「公的統計の整備に関する基本的な計画」を定めることを求めているが、この基本計画の作成・変更については、統計委員会の意見を聴かなければならない。また、基幹統計の指定・承認・変更・解除については、統計委員会による調査・審議と審議がおこなわれる。統計基準の策定や改正、統計調査の二次利用のための匿名データの作成も、統計委員会の管轄である。統計委員会の下部に複数の部会が置かれており、これらの事項をそれぞれ分担している。(pp29-30)

### 統計行政推進会議
2018年6月に、統計委員会幹事からなる統計行政推進会議が設置された。この会議の下に、各府省の統計担当職員が出席する「統計企画会議」がおかれ、公的統計に関する連絡・調整・検討をおこなっている。

### 統計局
統計局は日本の統計作成組織のなかで最古のものであり（1871年に太政官正院に設置された政表課が起源とされる(p343)）、国勢統計をはじめとする主要な統計作成にあたっている。2001年の中央省庁再編以降、総務省に属している。統計調査部で統計調査をおこなうほか、統計情報利用推進課では統計データの公共利用（調査票情報の二次利用をふくむ）や統計的知識の普及活動、事業所情報管理課では事業所母集団データベースの情報管理をおこなっている。

### 統計センター
統計局のなかで製表を担当してきた部門が1984年に独立してできたのが統計センターである(p368)。同年開設の総務庁の付属機関として発足した。2001年の中央省庁再編で総務省の付属機関となったあと、2003年に独立行政法人となった(pp2-5)。統計局をはじめとする各機関がおこなう統計調査の集計・製表業務を担当している。また国勢調査や労働力調査で発生する、回答者の自由記入内容から産業や職業の符号を割り当てる作業なども担当する
。
2008年に稼働した政府統計共同利用システムの管理も担当している。また2018年には統計局と共同で和歌山市に「統計データ利活用センター」を開設する など、統計データの政府内外での活用を促進する役割も担っている。

## 地方統計機構
基幹統計調査等の実施については、地方公共団体にその事務の一部をゆだねることができる（統計法16条）。このような目的のために各都道府県に統計主管課
を設置して統計専任職員
を配置しており、必要な経費を統計調査事務地方公共団体委託費として交付している。

参考：地方財政法
（地方公共団体が負担する義務を負わない経費）

第10条の4 専ら国の利害に関係のある事務を行うために要する次に掲げるような経費については、地方公共団体は、その経費を負担する義務を負わない。

（略）

二 国が専らその用に供することを目的として行う統計及び調査に要する経費

基幹統計調査の約半数は、都道府県を通じておこなわれる。郵送やインターネットによって直接実施する調査や中央省庁の地方部局を通じておこなう調査（厚生労働省が都道府県労働局を通しておこなう賃金構造基本統計調査など）をのぞけば、調査に関する事務の多くを地方公共団体に委託している。

## 基幹統計
公的統計のうち特に重要なものについて、総務大臣は基幹統計として指定することができる。その条件は、(1)  条約または国際機関が作成する計画で作成が求められているもの、 (2) 国際比較あるいは全国的な政策の企画・立案・実施において特に重要なもの、または (3) 民間における意思決定や研究活動のために広い利用が見込まれるもの（統計法 2条）である。ただし、国勢調査と国民経済計算については、統計法（2条、5条、6条) が直接的に基幹統計として指定している。
基幹統計とそれを作成するための調査（基幹統計調査）については、その品質と信頼性を保証するため、種々の規定がある。
- 基幹統計を創設したり廃止したりするには、統計委員会の意見を聴いたうえで、総務大臣が承認する手続きが必要である。基幹統計調査の方法を変更する場合も同様であり、軽微な修正や災害時などの緊急対応をのぞけば、調査担当の部局が独断で変更することはできない。
- 基幹統計調査の実施のための事務は地方公共団体に委託できる（費用は国が負担）
- 基幹統計の業務に従事する者は、その秘密を漏洩したり、統計の改竄や捏造などによって真実性を損なったりしてはならない
- 基幹統計調査への回答を拒否したり、回答を妨害したり、虚偽の回答をしたりしてはならない
- いわゆる「かたり調査」（基幹統計調査と誤認させて情報を取得する行為）の禁止

2024年1月25日現在、54件の基幹統計が指定されている。これらの統計の一覧とこれまでの変遷については「基幹統計調査」を参照。

## 統計調査
統計法の定義（第2条）によれば、統計調査とは、国の行政機関あるいは地方公共団体、独立行政法人等が、個人や法人等に対して、統計の作成を目的として、事実の報告を求めることをいう。ただし、つぎの場合は除外されている
- 機関内部において行うもの
- 統計法以外を根拠とするもの
- 統計法施行令[21] 等で特に定めるもの（現在、これに該当しているのは、警察・海上保安庁・防衛省・財務省などの業務の一部である）

この定義に該当する統計調査を国の行政機関が行う場合で、基幹統計調査でないものを、一般統計調査という。一般統計調査についても、実施の前にあらかじめ総務大臣の承認を受けなければならない（統計委員会の意見聴取は不要）。この承認においては、統計技術的な合理性と妥当性のほか、他の統計調査（行政機関が行うもの）との著しい重複がないかチェックされる。いったん承認された一般統計調査の内容を変更しようとする場合も、総務大臣の承認が必要である（軽微な変更をのぞく）。
2020年7月から、統計行政推進会議の申合せに基づき、一般統計調査のうち重要度の高い「特定一般統計調査」と「その他の一般統計調査」を区別するようになった(p77)
(pp61-67)。この区別は、政策立案や国際比較における重要度、他の重要統計の作成に利用されていること、政府や自治体、学術界、企業等における利用状況などを基準としておこなわれる。申請承認プロセスにおいて取り扱いが異なる(pp112-113) ほか、品質管理のためのリソースを特定一般統計調査に配分することが意図されている(p3)。
地方公共団体や独立行政法人がおこなう統計調査は、一般統計調査とは呼ばず、上記の規定も適用しない。ただし、都道府県と政令指定都市および日本銀行がおこなう統計調査については、調査の基本的な事項について、あらかじめ総務大臣に通知しなければならない。

## 公表
基幹統計・一般統計調査については、統計を作成後、すみやかに公表しなければならない。各機関は、長期的・体系的に統計情報を補完する義務を負う。また、統計の所在情報については、利用者の利便のため、インターネットによる情報提供をおこなう。これら情報公開のための仕組みとして、政府統計の総合窓口 (e-Stat) が整備されている。

## データ二次利用
統計の目的外利用を想定した条文は旧統計法 にもあった（第15条2項）が、その実際の運用は限定的であった(pp184-187)。そこで、2007年の統計法改正にあたっては、「社会の情報基盤としての統計」
という理念が掲げられ、学術研究など公益性の高い場合について、データの目的外利用の可能性を、個人情報の保護に配慮しつつ広げることが重要なポイントのひとつとなった。
新統計法は、第3条第3項で「公的統計は、広く国民が容易に入手し、効果的に利用できるものとして提供されなければならない」と規定した。実際のデータの二次利用の手続きは、つぎの3種類である：
- 個人や法人その他の団体を特定できないように加工した「匿名データ」の作成とその利用（第35条、第36条）
- 利用者からの委託による統計の作成（いわゆる「オーダーメード集計」）（第34条）
- 匿名データでない「調査票情報」の提供または特定の場所に限定した利用（「オンサイト利用」という）（第33条および第33条の2)

これらの手続きを簡便かつ統一的に進めるため、「ミクロデータ使用ポータルサイト」 が政府統計の総合窓口 (e-Stat) 内につくられている。
これらと趣の異なる統計の二次的利用法として、全数調査によって作成した名簿を他の調査の対象抽出に使う場合がある。新統計法第27条1項が定める事業所母集団データベースの利用がこれにあたる。

## 日本の公的統計の課題
分散型システムに起因する非効率
日本の公的統計システムは調査主体が各省庁にわかれる分散型であるため、似たような項目を複数の調査から聞かれるなどの非効率が指摘されており、記入者負担の軽減のために一本化すべし、との意見がある。また、時代の変化に応じて項目の見直しが行われているものの、標準化活動等に関する項目など、対応が十分でないものもある。
推計精度、速報性向上への対応
統計が行政だけでなく、広く社会で使用されるようになるにつれて、統計の推計精度や、速報性が問題になり始めた。最もやり玉に挙がるのは四半期GDPだが、これは注目度の裏返しともいえる。予算・速報性と精度とはトレードオフの関係にあるため、両立は容易でない。
予算制約への対応
財政状況の厳しさから統計も予算削減の対象になっており、毎年調査を隔年調査に切り替えたり、本調査と簡易調査とに切り替えるなどの「対策」がとられている。また、予算上の制約は新規統計の設計も困難にしており、スクラップアンドビルド（新しい統計を行う場合には、現在の統計を削る）が基本となってきている。
官から民への業務移管
小泉内閣の打ち出した聖域なき構造改革において、政府が調査している統計は官から民への業務移管の検討対象になっており、市場化テストの候補に挙がっている。